# ديفيد ماكدوغال
ديفيد ماكدوغال هو سياسي نيوزيلندي، ولد في 14 يوليو 1862، وتوفي في 7 نوفمبر 1943. انتخب عضو مجلس النواب النيوزيلندي ‏.